# Odinocultuur
De Odinocultuur (Russisch: одиновская культура) was een archeologische cultuur van jagers te voet, genoemd naar de nederzetting Odino in het stroomgebied van de Beneden-Isjim in West-Siberië. De cultuur omvat twee fasen, de oudste van 2900-2500 v.Chr., de jongste van 2300-1900 v.Chr. 
De Odinocultuur vormde een cultureel eiland omgeven door een scala van bos-steppe-culturen. De nederzettingen liggen langs de terrassen van de rivieren en kreken. Bepaalde nog slecht begrepen woningen lijken dug-outs te zijn. De cultuur ontstond waarschijnlijk uit de bos-steppeculturen van de kopertijd in het Isjim-gebied. 

## Archeologie
De begrafenissen in de Odinocultuur zijn vergelijkbaar met die van de Krotovocultuur, wat duidt op de aanwezigheid van gemeenschappelijke rituelen die typisch waren voor de culturen van de noordelijke bossteppe die tot de Sejma-Toerbino metallurgische provincie behoren.
De Odinocultuur valt op door haar aardewerk, met schalen versierd met kamafdrukken met of zonder rijen putinkepingen, grove textielafdrukken en enkele putornamentelementen die geometrische figuren vormen. De Odinocultuur kenmerkte zich door specifieke ontleningen in decoraties, waaronder pseudo-textielafdrukken, welke duiden op nauwe banden met de taiga- populaties.

## Economie
De beschikbare materialen wijzen op het begin van een economie gebaseerd op veehouderij. Het osteologische materiaal wordt uitsluitend vertegenwoordigd door botten van gedomesticeerde dieren, wat de centrale rol van de veehouderij in de Odino-economie aangeeft. De gelijkenis met karakteristieke producten van tinbronslegeringen duidt op een verband met het Sejma-Toerbino-fenomeen. De steenindustrie is nog niet volledig bestudeerd.